# Heart Electric
„Heart Electric” (jap. ハート・エレキ Hāto Ereki) – trzydziesty trzeci singel japońskiego zespołu AKB48, wydany w Japonii 30 października 2013 roku przez You! Be Cool.
Singel został wydany w dziewięciu edycjach: czterech regularnych i czterech limitowanych (Type A, Type K, Type B, Type 4) oraz „teatralnej” (CD). Osiągnął 1 pozycję w rankingu Oricon i pozostał na liście przez 37 tygodni, sprzedał się w nakładzie 1 294 197 egzemplarzy. Singel zdobył status płyty Milion.

## Lista utworów
Wszystkie utwory zostały napisane przez Yasushiego Akimoto.

### Type A
| CD  |                                                                         |                                                                   |                                                                   |      |
| Nr  | Tytuł                                                                   | Kompozycja                                                        | Aranżacja                                                         | Czas |
| 1.  | „Heart Electric” (jap. ハート・エレキ)                                  | Manabu Marutani                                                   | Takeshi Masuda                                                    | 4:58 |
| 2.  | „Kaisoku to dōtai shiryoku” (jap. 快速と動体視力) (wyk. Under Girls)    | Shunryū                                                           | Yūichi "Masa" Nonaka                                              | 4:08 |
| 3.  | „Kiss made Countdown” (jap. キスまでカウントダウン) (wyk. Team A)       | Katsuhiko Sugiyama                                                | Katsuhiko Sugiyama                                                | 5:20 |
| 4.  | „Heart Electric” (jap. ハート・エレキ) (off vocal version)              | Manabu Marutani                                                   | Takeshi Masuda                                                    | 4:58 |
| 5.  | „Kaisoku to dōtai shiryoku” (jap. 快速と動体視力) (off vocal version)   | Shunryū                                                           | Yūichi "Masa" Nonaka                                              | 4:08 |
| 6.  | „Kiss made Countdown” (jap. キスまでカウントダウン) (off vocal version) | Katsuhiko Sugiyama                                                | Katsuhiko Sugiyama                                                | 5:20 |
| DVD |                                                                         |                                                                   |                                                                   |      |
| Nr  | Tytuł                                                                   | Tytuł                                                             | Tytuł                                                             | Czas |
| 1.  | „Heart Electric” (jap. ハート・エレキ) (Music Video)                    | „Heart Electric” (jap. ハート・エレキ) (Music Video)              | „Heart Electric” (jap. ハート・エレキ) (Music Video)              |      |
| 2.  | „Heart Electric” (jap. ハート・エレキ) (Music Video -Dance ver.-)       | „Heart Electric” (jap. ハート・エレキ) (Music Video -Dance ver.-) | „Heart Electric” (jap. ハート・エレキ) (Music Video -Dance ver.-) |      |
| 3.  | „Kaisoku to dōtai shiryoku” (jap. 快速と動体視力) (Music Video)         | „Kaisoku to dōtai shiryoku” (jap. 快速と動体視力) (Music Video)   | „Kaisoku to dōtai shiryoku” (jap. 快速と動体視力) (Music Video)   |      |
| 4.  | „Kiss made Countdown” (jap. キスまでカウントダウン) (Music Video)       | „Kiss made Countdown” (jap. キスまでカウントダウン) (Music Video) | „Kiss made Countdown” (jap. キスまでカウントダウン) (Music Video) |      |

### Type K
| CD  | | | |      |
| Nr  | Tytuł | Kompozycja | Aranżacja | Czas |
| 1.  | „Heart Electric” (jap. ハート・エレキ)                                                                                 | Manabu Marutani | Takeshi Masuda | 4:58 |
| 2.  | „Kaisoku to dōtai shiryoku” (jap. 快速と動体視力) (wyk. Under Girls)                                                   | Shunryū | Yūichi "Masa" Nonaka                                                                                                   | 4:08 |
| 3.  | „Sasameyuki Regret” (jap. 細雪リグレット) (wyk. Team K)                                                                | Kensuke Yoko | Ikuta Machine | 3:30 |
| 4.  | „Heart Electric” (jap. ハート・エレキ) (off vocal ver.)                                                                | Manabu Marutani | Takeshi Masuda | 4:58 |
| 5.  | „Kaisoku to dōtai shiryoku” (jap. 快速と動体視力) (off vocal ver.)                                                     | Shunryū | Yūichi "Masa" Nonaka                                                                                                   | 4:08 |
| 6.  | „Sasameyuki Regret” (jap. 細雪リグレット) (off vocal ver.)                                                             | Kensuke Yoko | Ikuta Machine | 3:30 |
| DVD | | | |      |
| Nr  | Tytuł | Tytuł | Tytuł | Czas |
| 1.  | „Heart Electric” (jap. ハート・エレキ) (Music Video)                                                                   | „Heart Electric” (jap. ハート・エレキ) (Music Video)                                                                   | „Heart Electric” (jap. ハート・エレキ) (Music Video)                                                                   |      |
| 2.  | „Heart Electric” (jap. ハート・エレキ) (Music Video -Dance ver.-)                                                      | „Heart Electric” (jap. ハート・エレキ) (Music Video -Dance ver.-)                                                      | „Heart Electric” (jap. ハート・エレキ) (Music Video -Dance ver.-)                                                      |      |
| 3.  | „Kaisoku to dōtai shiryoku” (jap. 快速と動体視力) (Music Video)                                                        | „Kaisoku to dōtai shiryoku” (jap. 快速と動体視力) (Music Video)                                                        | „Kaisoku to dōtai shiryoku” (jap. 快速と動体視力) (Music Video)                                                        |      |
| 4.  | „Sasameyuki Regret” (jap. 細雪リグレット) (Music Video)                                                                | „Sasameyuki Regret” (jap. 細雪リグレット) (Music Video)                                                                | „Sasameyuki Regret” (jap. 細雪リグレット) (Music Video)                                                                |      |
| 5.  | „Akimoto Sayaka sotsugyō Document „Tsuyo-sa to yowa-sa no ma de”” (jap. 秋元才加 卒業ドキュメント「強さと弱さの間で」) | „Akimoto Sayaka sotsugyō Document „Tsuyo-sa to yowa-sa no ma de”” (jap. 秋元才加 卒業ドキュメント「強さと弱さの間で」) | „Akimoto Sayaka sotsugyō Document „Tsuyo-sa to yowa-sa no ma de”” (jap. 秋元才加 卒業ドキュメント「強さと弱さの間で」) |      |

### Type B
| CD  |                                                                                |                                                                         |                                                                         |      |
| Nr  | Tytuł                                                                          | Kompozycja                                                              | Aranżacja                                                               | Czas |
| 1.  | „Heart Electric” (jap. ハート・エレキ)                                         | Manabu Marutani                                                         | Takeshi Masuda                                                          | 4:58 |
| 2.  | „Kimi dake ni Chu! Chu! Chu!” (jap. 君だけにChu!Chu!Chu!) (wyk. Tentoumu Chu!) | Hiroshi Imai                                                            | Yūichi "Masa" Nonaka                                                    | 4:15 |
| 3.  | „Tiny T-shirt” (wyk. Team B)                                                   | Tatsuji Ueda                                                            | Makoto Wakatabe                                                         | 4:16 |
| 4.  | „Heart Electric” (jap. ハート・エレキ) (off vocal ver.)                        | Manabu Marutani                                                         | Takeshi Masuda                                                          | 4:58 |
| 5.  | „Kimi dake ni Chu! Chu! Chu!” (jap. 君だけにChu!Chu!Chu!) (off vocal ver.)     | Hiroshi Imai                                                            | Yūichi "Masa" Nonaka                                                    | 4:15 |
| 6.  | „Tiny T-shirt” (off vocal ver.)                                                | Tatsuji Ueda                                                            | Makoto Wakatabe                                                         | 4:16 |
| DVD |                                                                                |                                                                         |                                                                         |      |
| Nr  | Tytuł                                                                          | Tytuł                                                                   | Tytuł                                                                   | Czas |
| 1.  | „Heart Electric” (jap. ハート・エレキ) (Music Video)                           | „Heart Electric” (jap. ハート・エレキ) (Music Video)                    | „Heart Electric” (jap. ハート・エレキ) (Music Video)                    |      |
| 2.  | „Heart Electric” (jap. ハート・エレキ) (Music Video -Dance ver.-)              | „Heart Electric” (jap. ハート・エレキ) (Music Video -Dance ver.-)       | „Heart Electric” (jap. ハート・エレキ) (Music Video -Dance ver.-)       |      |
| 3.  | „Kimi dake ni Chu! Chu! Chu!” (jap. 君だけにChu!Chu!Chu!) (Music Video)        | „Kimi dake ni Chu! Chu! Chu!” (jap. 君だけにChu!Chu!Chu!) (Music Video) | „Kimi dake ni Chu! Chu! Chu!” (jap. 君だけにChu!Chu!Chu!) (Music Video) |      |
| 4.  | „Tiny T-shirt” (Music Video)                                                   | „Tiny T-shirt” (Music Video)                                            | „Tiny T-shirt” (Music Video)                                            |      |
| 5.  | „Tentoumu Chu! Document” (jap. てんとうむChu ! ドキュメント)                   | „Tentoumu Chu! Document” (jap. てんとうむChu ! ドキュメント)            | „Tentoumu Chu! Document” (jap. てんとうむChu ! ドキュメント)            |      |

### Type 4
| CD  | | | |      |
| Nr  | Tytuł | Kompozycja | Aranżacja | Czas |
| 1.  | „Heart Electric” (jap. ハート・エレキ) | Manabu Marutani | Takeshi Masuda | 4:58 |
| 2.  | „Kaisoku to dōtai shiryoku” (jap. 快速と動体視力) (wyk. Under Girls)                                                                        | Shunryū | Yūichi "Masa" Nonaka | 4:08 |
| 3.  | „Seijun Philosophy” (jap. 清純フィロソフィー) (wyk. Team 4)                                                                                 | Shinya Tada | Ikuta Machine | 3:45 |
| 4.  | „Heart Electric” (jap. ハート・エレキ) (off vocal ver.)                                                                                     | Manabu Marutani | Takeshi Masuda | 4:58 |
| 5.  | „Kaisoku to dōtai shiryoku” (jap. 快速と動体視力) (off vocal ver.)                                                                          | Shunryū | Yūichi "Masa" Nonaka | 4:08 |
| 6.  | „Seijun Philosophy” (jap. 清純フィロソフィー) (off vocal ver.)                                                                              | Shinya Tada | Ikuta Machine | 3:45 |
| DVD | | | |      |
| Nr  | Tytuł | Tytuł | Tytuł | Czas |
| 1.  | „Heart Electric” (jap. ハート・エレキ) (Music Video)                                                                                        | „Heart Electric” (jap. ハート・エレキ) (Music Video)                                                                                        | „Heart Electric” (jap. ハート・エレキ) (Music Video)                                                                                        |      |
| 2.  | „Heart Electric” (jap. ハート・エレキ) (Music Video -Dance ver.-)                                                                           | „Heart Electric” (jap. ハート・エレキ) (Music Video -Dance ver.-)                                                                           | „Heart Electric” (jap. ハート・エレキ) (Music Video -Dance ver.-)                                                                           |      |
| 3.  | „Kaisoku to dōtai shiryoku” (jap. 快速と動体視力) (Music Video)                                                                             | „Kaisoku to dōtai shiryoku” (jap. 快速と動体視力) (Music Video)                                                                             | „Kaisoku to dōtai shiryoku” (jap. 快速と動体視力) (Music Video)                                                                             |      |
| 4.  | „Seijun Philosophy” (jap. 清純フィロソフィー) (Music Video)                                                                                 | „Seijun Philosophy” (jap. 清純フィロソフィー) (Music Video)                                                                                 | „Seijun Philosophy” (jap. 清純フィロソフィー) (Music Video)                                                                                 |      |
| 5.  | „Team 4 kenkyūsei Audition ~Sotsugyō o mae ni tsutaetai omoi ga aru~” (jap. チーム4・研究生オーディション 〜卒業を前に伝えたい想いがある〜) | „Team 4 kenkyūsei Audition ~Sotsugyō o mae ni tsutaetai omoi ga aru~” (jap. チーム4・研究生オーディション 〜卒業を前に伝えたい想いがある〜) | „Team 4 kenkyūsei Audition ~Sotsugyō o mae ni tsutaetai omoi ga aru~” (jap. チーム4・研究生オーディション 〜卒業を前に伝えたい想いがある〜) |      |

### Wer. teatralna
| CD |                                                                                      |                 |                      |      |
| Nr | Tytuł                                                                                | Kompozycja      | Aranżacja            | Czas |
| 1. | „Heart Electric” (jap. ハート・エレキ)                                               | Manabu Marutani | Takeshi Masuda       | 4:58 |
| 2. | „Kaisoku to dōtai shiryoku” (jap. 快速と動体視力) (wyk. Under Girls)                 | Shunryū         | Yūichi "Masa" Nonaka | 4:08 |
| 3. | „Kimi no hitomi wa Planetarium” (jap. 君の瞳はプラネタリウム) (wyk. AKB48 Kenkyūsei) | Akiko Noda      | Yūichi "Masa" Nonaka |      |
| 4. | „Heart Electric” (jap. ハート・エレキ) (off vocal version)                           | Manabu Marutani | Takeshi Masuda       | 4:58 |
| 5. | „Kaisoku to dōtai shiryoku” (jap. 快速と動体視力) (off vocal version)                | Shunryū         | Yūichi "Masa" Nonaka | 4:08 |
| 6. | „Kimi no hitomi wa Planetarium” (jap. 君の瞳はプラネタリウム) (off vocal version)    | Akiko Noda      | Yūichi "Masa" Nonaka |      |

## Skład zespołu
| „Heart Electric” |
| --- |
| - Team A: Anna Iriyama, Rina Kawaei, Minami Takahashi, Yui Yokoyama, Mayu Watanabe - Team K: Yūko Ōshima - Team B: Haruna Kojima (środek), Yuki Kashiwagi, Haruka Shimazaki - Team 4: Minami Minegishi - SKE48 Team S / AKB48 Team K: Jurina Matsui - SKE48 Team E: Rena Matsui - NMB48 Team N: Sayaka Yamamoto - NMB48 Team N / AKB48 Team B: Miyuki Watanabe - HKT48 Team H: Aika Ōta, Rino Sashihara |

| „Kaisoku to dōtai shiryoku” |
| --- |
| - Team A: Karen Iwata, Ayaka Kikuchi, Sumire Satō, Juri Takahashi - Team K: Rie Kitahara, Asuka Kuramochi, Tomu Mutō - Team B: Rena Katō (środek), Miori Ichikawa, Ayaka Umeda, Mina Ōba - SKE48 Team S: Yuria Kizaki - SKE48 Team KII: Akari Suda (środek), Akane Takayanagi - SKE48 Team E: Kanon Kimoto, Nao Furuhata - NMB48 Team M: Fūko Yagura - HKT48 Team H: Haruka Kodama, Sakura Miyawaki - JKT48 Team J / AKB48 Team B: Aki Takajō |

| „Kiss made Countdown” |
| --- |
| - Team A: Mayu Watanabe (środek), Rina Izuta, Anna Iriyama, Karen Iwata, Ryōka Ōshima, Rina Kawaei, Ayaka Kikuchi, Marina Kobayashi, Yukari Sasaki, Sumire Satō, Juri Takahashi, Minami Takahashi, Yūka Tano, Sakiko Matsui, Ayaka Morikawa, Yui Yokoyama - NMB48 Team M / AKB48 Team A: Fūko Yagura - HKT48 Team H / AKB48 Team A: Haruka Kodama - SNH48 / AKB48 Team A: Mariya Suzuki |

| „Sasameyuki Regret” |
| --- |
| - Team K: Maria Abe, Mayumi Uchida, Yūko Ōshima, Rie Kitahara, Asuka Kuramochi, Kana Kobayashi, Amina Satō, Haruka Shimada, Shihori Suzuki, Rina Chikano, Mariya Nagao, Chisato Nakata, Rina Hirata, Nana Fujita, Ami Maeda, Miho Miyazaki, Tomu Mutō - SKE48 Team S / AKB48 Team K: Jurina Matsui - SKE48 Team E / AKB48 Team K: Nao Furuhata - JKT48 Team J / AKB48 Team K: Rena Nozawa - AKB48 Team 4: Moe Aigasa - AKB48 Kenkyūsei: Ami Yumoto |

| „Kimi dake ni Chu! Chu! Chu!” |
| --- |
| - Team 4: Mako Kojima (środek), Nana Okada, Miki Nishino - SKE48 Kenkyūsei: Ryōha Kitagawa - NMB48 Kenkyūsei: Nagisa Shibuya - HKT48 Kenkyūsei: Meru Tashima, Mio Tomonaga |

| „Tiny T-shirt” |
| --- |
| - Team B: Yuki Kashiwagi (środek), Haruka Ishida, Misaki Iwasa, Ayaka Umeda, Miyū Omori, Shizuka Ōya, Haruka Katayama, Rena Katō, Natsuki Kojima, Haruna Kojima, Haruka Shimazaki, Miyu Takeuchi, Miku Tanabe, Mariko Nakamura, Wakana Natori, Misato Nonaka, Reina Fujie, Suzuran Yamauchi - AKB48 Team B / SKE48 Team KII: Mina Ōba - AKB48 Team B / NMB48 Team N: Miori Ichikawa, Miyuki Watanabe - JKT48 Team J / AKB48 Team B: Aki Takajō |

| „Seijun Philosophy” |
| --- |
| - Team 4: Mako Kojima (środek), Moe Aigasa, Saho Iwatate, Natsuki Uchiyama, Ayano Umeta, Ayaka Okada, Nana Okada, Saki Kitazawa, Ayana Shinozaki, Yurina Takashima, Miki Nishino, Hikari Hashimoto, Mitsuki Maeda, Minami Minegishi, Yuiri Murayama, Shinobu Mogi |

| „Kimi no hitomi wa Planetarium” |
| --- |
| - AKB48 Kenkyūsei: Manami Ichikawa, Nana Owada, Haruka Komiyama, Kiara Satō, Mizuki Tsuchiyasu, Seina Fukuoka, Mion Mukaichi, Ami Yumoto |

## Notowania
| Lista                             | Pozycja |
| --------------------------------- | ------- |
| Oricon Weekly Singles Chart       | 1       |
| Oricon Yearly Singles Chart       | 3       |
| Billboard Japan Hot 100           | 1       |
| Billboard Japan Hot Singles Sales | 1       |

## Wersja SNH48
Grupa SNH48 wydała własną wersję piosenki, zatytułowaną Heart Electric (chiń. 心电感应; pinyin Xīndiàn gǎnyìng, jako czwarty minialbum. Ukazał się 12 marca 2014 roku w dwóch wersjach.

### Lista utworów
| CD  |                                                     |                                          |      |
| Nr  | Tytuł                                               | Oryginalna piosenka                      | Czas |
| 1.  | „Xīndiàn gǎnyìng” (chn. 心电感应) (wyk. Team SII)   | „Heart Electric”                         |      |
| 2.  | „Shénhún diāndǎo” (chn. 神魂颠倒) (wyk. Team SII)   | „Kondo koso Ecstasy”                     |      |
| 3.  | „Ài de yìyì” (chn. 爱的意义) (wyk. Team NII)        | „Ai no imi o kangaete mita”              |      |
| 4.  | „Rì shēng rìluò” (chn. 日升日落) (wyk. Team SII)    | „Zero-sum taiyō”                         |      |
| 5.  | „Hēibái gézi qún” (chn. 黑白格子裙) (wyk. Team SII) | „Gingham Check”                          |      |
| 6.  | „Xīndiàn gǎnyìng” (chn. 心电感应) (off-vocal)       | „Heart Electric”                         |      |
| 7.  | „Shénhún diāndǎo” (chn. 神魂颠倒) (off-vocal)       | „Kondo koso Ecstasy”                     |      |
| 8.  | „Ài de yìyì” (chn. 爱的意义) (off-vocal)            | „Ai no imi o kangaete mita”              |      |
| 9.  | „Rì shēng rìluò” (chn. 日升日落) (off-vocal)        | „Zero-sum taiyō”                         |      |
| 10. | „Hēibái gézi qún” (chn. 黑白格子裙) (off-vocal)     | „Gingham Check”                          |      |
| DVD |                                                     |                                          |      |
| Nr  | Tytuł                                               | Tytuł                                    | Czas |
| 1.  | „Xīndiàn gǎnyìng” (Kouhaku Live Version)            | „Xīndiàn gǎnyìng” (Kouhaku Live Version) |      |
| 2.  | „Shénhún diāndǎo” (Kouhaku Live Version)            | „Shénhún diāndǎo” (Kouhaku Live Version) |      |
| 3.  | „Ài de yìyì” (Kouhaku Live Version)                 | „Ài de yìyì” (Kouhaku Live Version)      |      |
| 4.  | „Rì shēng rìluò” (Kouhaku Live Version)             | „Rì shēng rìluò” (Kouhaku Live Version)  |      |